# Abdullaziz Al-Dawsari
Abdullaziz Al-Dawsari (arabul: عبد العزيز الدوسري; 1988. október 11. –) szaúd-arábiai válogatott labdarúgó, az élvonalbeli el-Hilál középpályása. 2012-ben Lionel Messi és Joe Hart mellett felkerült a FIFA 13 videójáték közel-keleti kiadásának borítójára.

## Sikerei, díjai
el-Hilál
- Szaúd-arábiai bajnokság: 2007–08, 2009–10, 2010–11
- Szaúd-arábiai kupa: 2015
- Szaúd-arábiai koronaherceg kupa: 2007–08, 2008–2009, 2009–2010, 2010–11, 2011–12, 2012–13, 2015–16
- Szaúd-arábiai szuperkupa: 2015